# Etzbóclias
Etzbóclias (em grego: Ἠτζβόκλιας; romaniz.: Etzbóklias) ou Itzbóclias (em grego medieval: Ιτζβόκλιας; romaniz.: Itzboklias) foi um oficial búlgaro do século X, ativo no reinado do cã Simeão I (r. 893–927).

## Vida

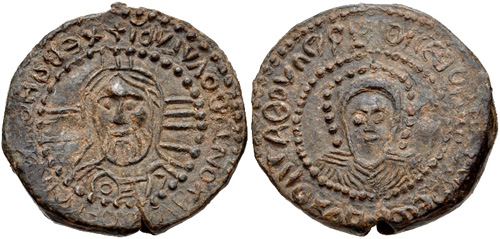
Selo do imperador r.

Não é claro aos autores modernos se Etzbóclias seria seu nome ou um título; seu título não é descrito nas fontes, mas pensa-se que foi um dignitário. Ele aparece por volta de 924, quando recebeu o comando, ao lado de Hemneco e Cnemo, de um grande exército para fazer campanha contra os sérvios do príncipe Zacarias (r. 921/922–924). Os búlgaros levaram o sérvio Tzéstlabo para conquistar a confiança dos zupanos locais, enquanto conquistaram e devastaram completamente a Sérvia, obrigando Zacarias a fugir à Croácia. 